# Zuiderval
De Zuiderval is een 2 kilometer lange 2x1-uitvalsweg tussen Enschede en Enschede-Zuid. Tevens sluit de snelweg A35 aan op de Zuiderval via aansluiting 25. De HOV-Zuid ligt langs de gehele lengte van weg.

## Route
De Zuiderval begint in Enschede Zuid op het kruispunt met de Buurserstraat en de Vlierstraat. De Zuiderval voert vanaf hier noordwaarts met 1x2 rijstroken langs de aansluiting van de A35, die het met 2 verkeerslichten kruist. Vanaf de A35 voert de Zuiderval met 2x1 langs de P+R Zuiderval naar het centrum van Enschede, maar daarvoor kruist het de ring Enschede ter hoogte van Getfertsingel en Varviksingel. De Zuiderval gaat hier verder als 1x2 weg naar Enschede Centrum. De Zuiderval eindigt daar op de rotonde met de Haaksbergerstraat.